# 형식주의 (철학)
형식주의(形式主義)는 예술, 문학, 철학 등에 있어서 내용이나 의미보다는 형식을 중시하거나 더 나아가 본질적인 요소로 보는 입장이다.
칸트의 윤리설은 그 대표적인 것이다. 칸트는 도덕의 근본원칙은 보편적 입법이라는 형식에 있다고 했다. 그것은 "지금, 내가 하려는 것이 누구에게 있어서나 통용하기에 알맞은가 어떤가를 생각하고 그러한 형식, 그러한 사고방식에 알맞도록 행하라!"는 것이 그 본연의 자세이다. 따라서 칸트는 무엇을 해야 하느냐가 아니라 어떻게 해야 하느냐의 형식을 가장 소중한 근본으로 삼았다.

## 종류
- 법형식주의
- 형식주의 (예술)
- 형식주의 (문학)
- 형식주의 (수학)